# Калај(II) хлорид
Калај(II) хлорид (SnCl2) је једна од најзначајнијих соли калаја са оксидационим бројем +2.
Најчешће се продаје у облику хидрата, који гради безбојне кристале, топљиве на температури од 37,7 °C. Ова со је веома лако растворљива у води.
Калај(II) хлорид је веома јако редукционо средство, између осталог редукује соли гвожђа(III) на соли гвожђа(II): 
Веома јако се оксидује под дејством кисеоника присутног у ваздуху, зато се складишти у контејнерима који у себи садрже металан калај, који редукује 4+ на 2+ самим тим се супротстављајући реакцији оксидовања до калаја IV: 
Калај(II) хлорид је једна од најјачих киселина које се користе у галванским елементима. Такође се користи као катализатор многих хемијских реакција.

### Синтеза калај(II) хлорида
Чисти и уситњени калај треба додати у врућ 25% раствор хлороводоничне киселине.
После растварања калаја добијени раствор, када се охлади, ставља се у фрижидер. Добијене кристале треба одцедити и осушити. Овом методом се добија око 16g .